# Dicliptera gracilis
Dicliptera gracilis är en akantusväxtart som beskrevs av Emery Clarence Leonard. Dicliptera gracilis ingår i släktet Dicliptera och familjen akantusväxter. Inga underarter finns listade i Catalogue of Life.